# La inútil muerte de mi socio Manolo
La inútil muerte de mi socio Manolo és una pel·lícula cubana del 1989 escrita i dirigida per Julio García Espinosa a partir de la peça Mi socio Manolo d'Eugenio Hernández Espinosa. Fou produïda per l'ICAIC. Fou exhibida a la secció Zabaltegi del Festival Internacional de Cinema de Sant Sebastià 1990.

## Argument
Després de no veure'l durant molts anys, Cheo decideix anar a veure el seu soci Manolo. Decideicen celebrar el retrobament amb beguda. L'eufòria inicial deixa pas a la nostàlgia sobre el que són i el que podrien haver estat. Tanmateix, de manera sobtada, esclata la violència gratuïta i absurda entre ells.

## Repartiment
- Mario Balmaseda
- Pedro Rentería
- Ikay Romay